# Hegemonia cultural
Hegemonia cultural és un concepte creat pel filòsof marxista Antonio Gramsci per referir-se a la supremacia d'un grup o classe social sobre una altra cultura. La cultura dominada utilitza comportaments i valors provinents de la cultura hegemònica.
Així, segons Néstor Kohan, hegemonia esdevé en la generalització dels valors culturals propis d'una classe pel conjunt de la societat. És a dir, seria la cultura però no exempta de relacions de dominació i poder. D'aquesta manera, l'hegemonia burgesa combinaria el consens amb els sectors aliats i la violència amb els enemics (el Proletariat) que, alhora, lluiten per imposar la seva hegemonia socialista.
| «                               | Quan la situació entra en crisi, quan els interessos del poble, de les classes populars, de les persones oprimides o excloses no són satisfets, aquests adquireixen consciència. Es tracta d'una consciència col·lectiva crítica que possibilita la ruptura del consens i es presenta com a dissens social. És la crisi de l'hegemonia, de la legitimitat del sistema polític, és la crisi de l'Estat. | » |
| — VVAA, En defensa del marxisme | |   |

Gramsci va crear el concepte per explicar per què la revolució comunista, prevista per la teoria marxista, no es donava. Gramsci creia que el fracàs del proletariat es devia a la força de la cultura burgesa, que havia aconseguit convertir-se en la cultura del proletariat gràcies a la utilització d'instruments com l'escola, els mitjans de comunicació i la cultura popular, conduint al proletariat a una falsa consciència basada en el nacionalisme i el consumisme.
El concepte ha tingut acceptació en les ciències socials: sociologia, ciències polítiques, antropologia, estudis culturals i en política, tant en partits influïts pel marxisme com en partits conservadors.